# We Are the World 25 for Haiti
We Are the World 25 for Haiti là một ca khúc năm 2010 và là một đĩa đơn single từ thiện được ghi bởi nhiều nghệ sĩ Hoa Kỳ trong 1 tập hợp gọi là Artists for Haiti (Nghệ sĩ vì Haiti) cho Haiti. Đây cũng là tái hiện của ca khúc nổi tiếng We Are the World (Chúng ta là thế giới), đã được viết bởi Michael Jackson và Lionel Richie, và thu âm bởi nhóm nghệ sĩ Hoa Kỳ (USA for Africa) để cứu trợ nạn đói ở châu Phi năm 1985.
Bản mới này được ghi âm và ghi hình ngày 1 tháng 2 năm 2010 và với sự tham gia của trên 75 nghệ sĩ để cứu trợ cho nạn nhân cuộc Động đất Haiti 2010.

## Các nghệ sĩ thể hiện

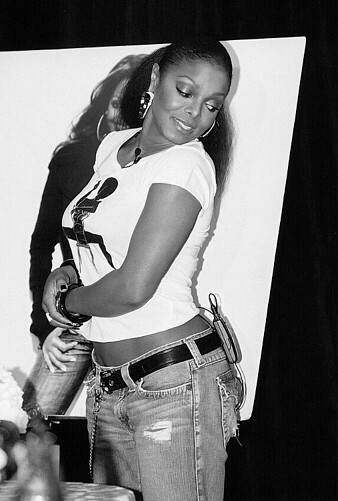
Janet Jackson duetted with her older brother Michael on the recording

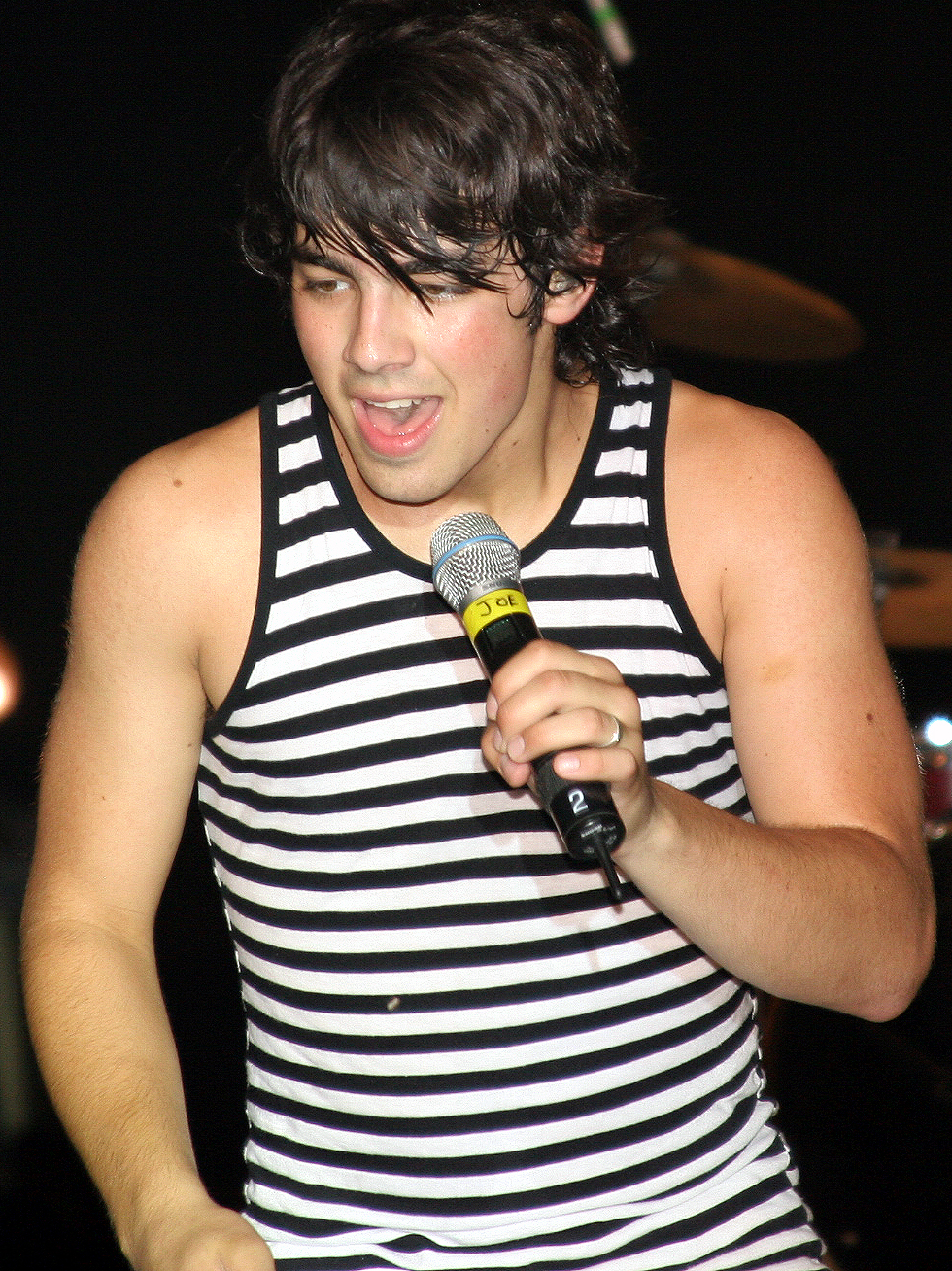
Joe Jonas, along with his brothers Nick và Kevin, sang on "We Are the World"

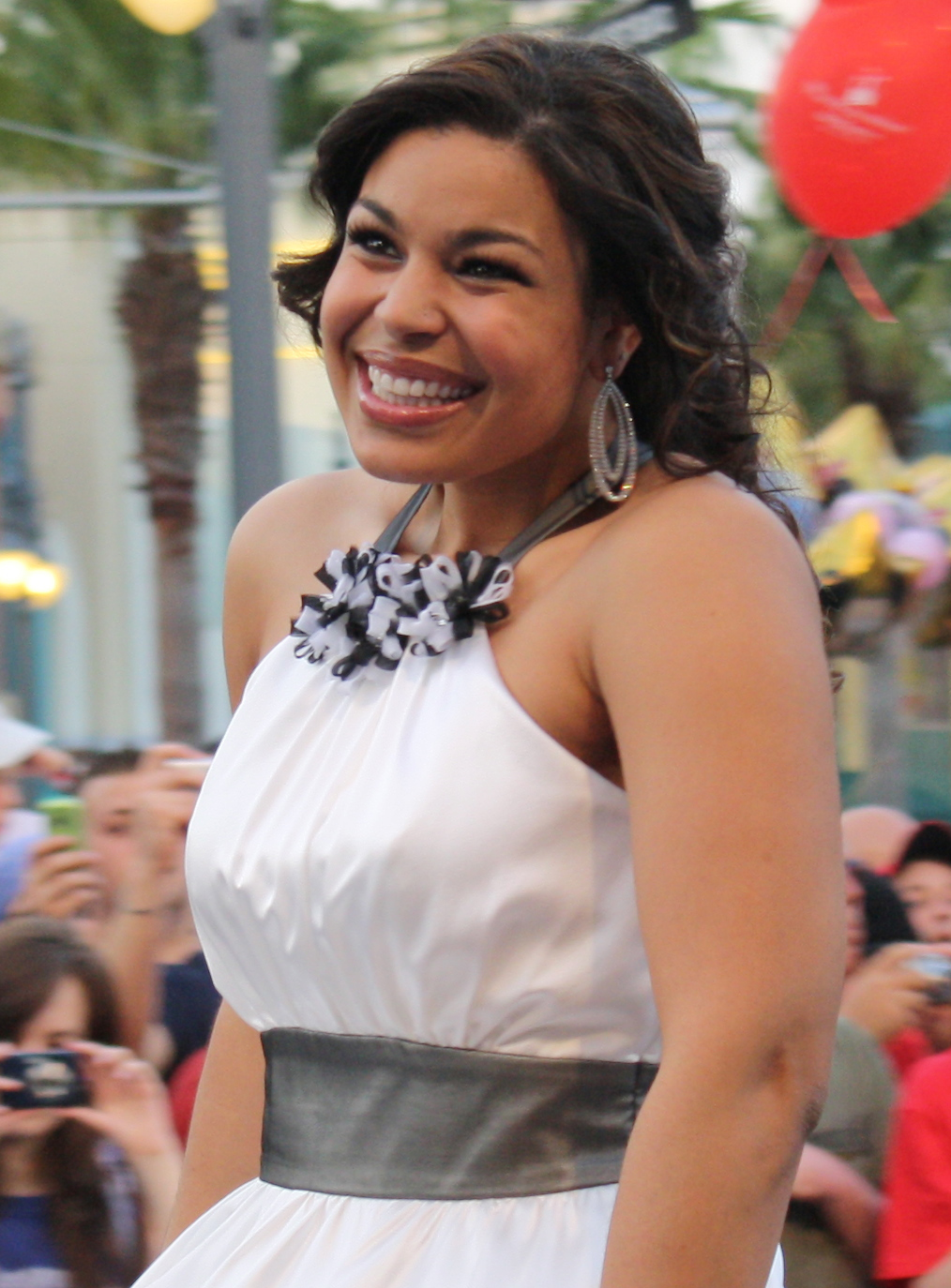
Jordin Sparks hát một phần điệp khúc của bài hát

Thực hiện
- Quincy Jones
- Lionel Richie

Ca sĩ hát solo (theo thứ tự xuất hiện)
| - Justin Bieber - Nicole Scherzinger - Jennifer Hudson - Jennifer Nettles - Josh Groban - Tony Bennett - Mary J. Blige - Michael Jackson (ghép phim cũ) - Janet Jackson - Barbra Streisand - Miley Cyrus - Enrique Iglesias - Jamie Foxx - Wyclef Jean - Adam Levine - P!nk - BeBe Winans - Ashton chawda | - Celine Dion - Orianthi (với guitar) - Fergie - Toni Braxton - Mary Mary - Isaac Slade - Lil Wayne - Carlos Santana (với guitar) - Akon - T-Pain - LL Cool J - Will.i.am - Snoop Dogg - Busta Rhymes - Swizz Beatz - Iyaz - Kanye West |

Ca sĩ hát phần điệp khúc
| - Patti Austin - Bizzy Bone - Ethan Bortnick - Jeff Bridges - Zac Brown - Brandy - Kristian Bush - Natalie Cole - Harry Connick Jr. - Hayden Panettiere - Kid Cudi - Faith Evans - Melanie Fiona - Sean Garrett - Tyrese Gibson - Anthony Hamilton - Keri Hilson - Julianne Hough - India.Arie - Randy Jackson - Taj Jackson - Taryll Jackson - TJ Jackson | - Al Jardine - Jimmy Jean-Louis - Joe Jonas - Kevin Jonas - Gladys Knight - Benji Madden - Joel Madden - Katharine McPhee - Jason Mraz - Mýa - Freda Payne - A. R. Rahman - Nicole Richie - Raphael Saadiq - Trey Songz - Musiq Soulchild - Jordin Sparks - Robin Thicke - Alex Williams - Rob Thomas - Vince Vaughn - Ann Wilson - Brian Wilson - Nancy Wilson - Nipsey Hussle |